# Dijina
Dijina, palavra de origem quimbundo Rijina, dialeto banto que significa "nome".
Nos candomblés de origem banto, o nome do inquice da pessoa deve ser secreto, se diz em público mas raramente alguém consegue ouvir, somente o pai ou mãe de santo deve conhecer, e a(o) madrinha/padrinho da pessoa, que é escolhida pelos mesmos.  
Os iniciados após a feitura recebem uma dijina (apelido) que a partir de então é conhecida por todos no dia do nome, sendo conhecido e chamado sòmente por este nome dentro do culto religioso.
Quem sabe o nome do inquice tem uma ampla influência sobre a pessoa, por isso é tão secreto, pois só é passado para pessoas confiáveis. Através do nome do inquice, pode-se fazer tanto o bem quanto coisas que prejudicam.